# Эйхлерувна, Ирена
Ирена Эйхлерувна (пол. Irena Eichlerówna; 19 апреля 1908, Варшава — 12 сентября 1990, там же) — польская драматическая актриса.

## Биография
Выступать на сцене начала в школьных спектаклях. В 1929 году окончила драматический факультет Варшавской музыкальной консерватории. Ученица В. Бридзиньского, А. Зельверовича и М. Машиньского.
После окончания учёбы выступала на сцене Польского театра в Варшаве, два года играла в Большом театре и Театре на Погулянке в Вильно. Позже, до начала Второй мировой войны, играла на сценах театров Кракова (Театр имени Юлиуша Словацкого), Львова и Варшавы.
После начала Второй мировой войны эвакуировалась из Варшавы, играла для солдат и военных беженцев в Румынии и Франции. После оккупации Франции, уехала в Бразилию, где с успехом выступала в театре «Феникс» в Рио-де-Жанейро и на радио.
В 1948 году вернулась на родину. С 1956 до 1986 года была актрисой Варшавского театра Народовы, выступала в качестве приглашённой актрисы и в других театрах, на Польском радио и телевидении.
Снималась в кино.
Похоронена на кладбище Старые Повонзки в Варшаве.

## Награды
- Орден «Знамя Труда» I степени (1959)
- Офицерский крест Ордена Возрождения Польши (1952)
- Медаль «10-летие Народной Польши»(1955)
- Премия Министерства культура Польши 1-й степени (за выдающиеся достижения в области актёрского мастерства).

## Избранные театральные роли
- Матильда — «Физики» Ф. Дюрренматт
- Шимена — «Сид» Корнель
- Мария Стюарт — «Мария Стюарт» Шиллер
- Федра — «Федра» Расин
- Балладина — «Балладина» Ю. Словацкий
- фрекен Юлия — «Фрекен Юлия» А. Стринберг
- Серафина — «Татуированная роза» Т. Уильямс
- мамаша Кураж — «Мамаша Кураж и её дети» Б. Брехт
- Аркадина — «Чайка» А. Чехов
- Мария Тюдор — «Мария Тюдор» В. Гюго
- Зося — «Дзяды» А. Мицкевич

## Избранная фильмография
- 1933 — Приговор жизни / Wyrok życia — Кристина, адвокат
- 1936 — Роза / Róża — Кристина
- 1938 — Кровавая роса / Krwawa rosa — пианистка
- 1948 — Возвращение / Powrót —  Эльжбета Грушецкая
- 1966 — Шифры / Szyfry — Зофия, жена Тадеуша